# 정양완
정양완(鄭良婉, 1929년 4월 14일 ~ )은 대한민국의 국문학자이다.

## 경력
- 서울대학교 국어국문학과 학사
- 서울대학교 대학원 문학 석사, 박사
- 성신여자대학교 교수
- 한국정신문화연구원 교수

## 저서
- 朝鮮 後期 漢詩 硏究
- 어느 가정의 예의 범절 (1986년 초판, 강신항 공저)
- 도고산 소나기 (강신항 공저)
- '담원문록' 번역 (2006년)

## 수상 경력
- 2008년 위암 장지연상 수상

## 가족 관계
- 부모 : 정인보, 조경희
- 형제 : 정정완, 정연모, 정경완, 정상모, 정흥모, 정양모, 정평완
- 배우자 : 강신항
- 자녀 : 강석희, 강석란, 강석진, 강석화